# Dirk Roßmann

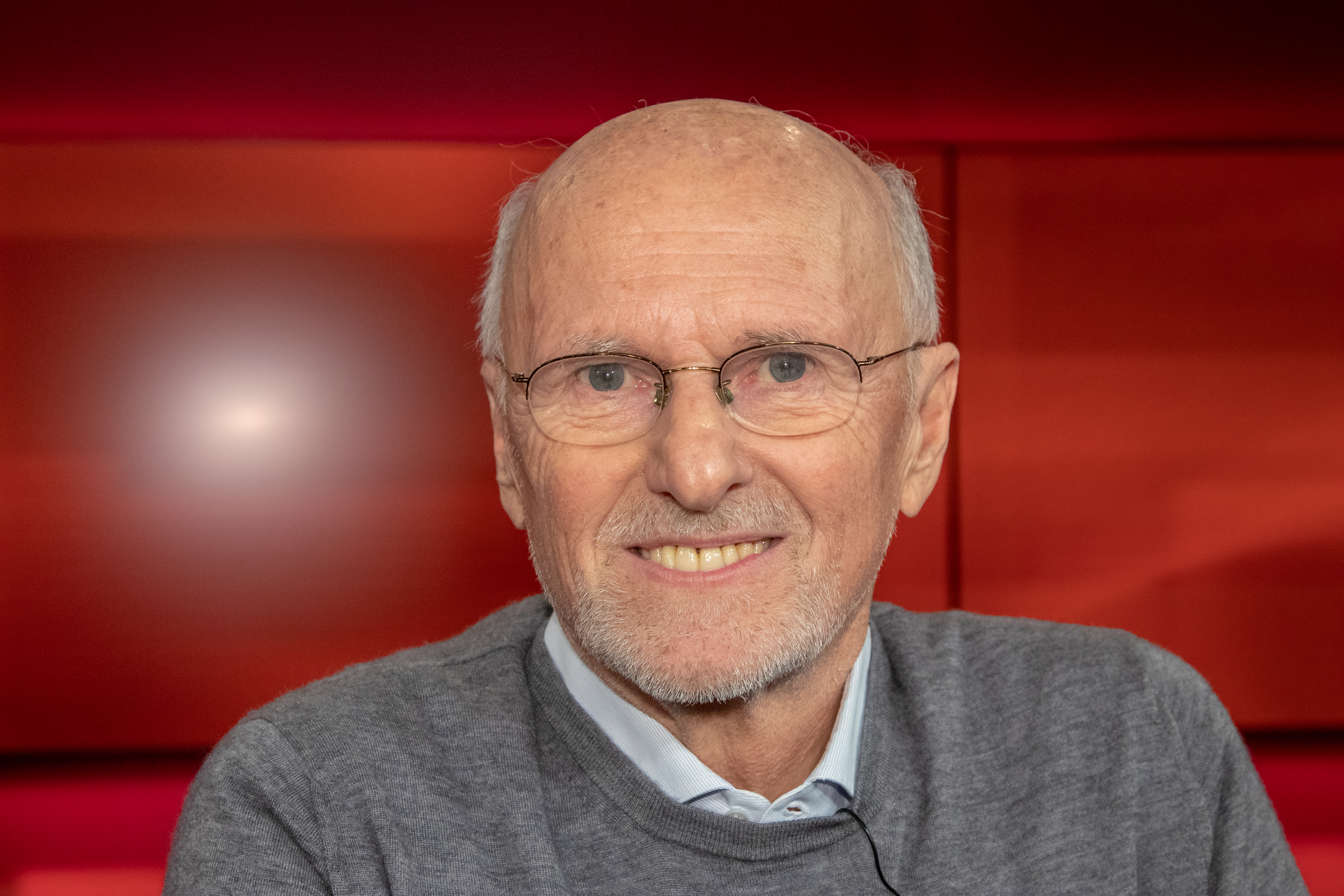
Dirk Roßmann (2018)

Dirk Roßmann (* 7. September 1946 in Hannover) ist ein deutscher Unternehmer und Schriftsteller. Er ist Gründer und Geschäftsführer der inhabergeführten Drogeriemarktkette Rossmann mit Sitz in Burgwedel bei Hannover. 1972 gründete er das erste Selbstbedienungsgeschäft für Drogeriewaren in Deutschland und gilt daher als Erfinder und als „Pionier des Drogeriemarktes“.
Im Jahr 2020 war sein Unternehmen die zweitgrößte deutsche Drogeriemarktkette mit 2196 Filialen und 33.400 Mitarbeitern in Deutschland. Weiterhin ist Rossmann in Ost-, Süd-, Südosteuropa vertreten (Polen, Tschechien, Spanien, Ungarn, Albanien, Türkei, Kosovo). Der Firmenname „Rossmann“ weicht orthographisch vom Familiennamen „Roßmann“ ab, weil eine Großschreibung des Buchstabens ß früher nur in wenigen Schriftarten möglich war und das ß im Auslandsmarkt in der Regel nicht bekannt ist.

## Biografie

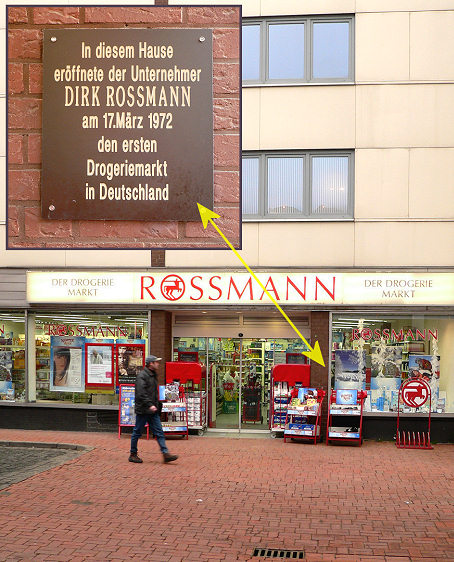
Erster Selbstbedienungsladen Roßmanns von 1972 nahe der Lister Meile in Hannover, bis zur Schließung im April 2010 mit Gedenktafel

Dirk Roßmanns Eltern, Bernhard Roßmann (1910–1958) und dessen Frau Hilde, geb. Wilkens, betrieben in zweiter Generation eine kleine Drogerie am Stadtrand von Hannover. Die Eltern seiner Mutter besaßen ein großes Pelzgeschäft in Hannover, und schon sein Großvater führte eine eigene Drogerie. Nach dem frühen Tod von Bernhard Roßmann verkaufte seine Mutter alles, „um unsere kleine Drogerie zu retten. […] Wir waren bettelarm, lebten in allerkleinsten Verhältnissen.“ Mit zwölf Jahren verdiente er sein erstes Geld mit dem Verkauf und Liefern von Drogerieartikeln zum vollen Preis, welche er selbst 10 % billiger von seiner Mutter erwarb. Nach eigenen Angaben erwirtschaftete er damit Umsätze von mehreren tausend D-Mark im Monat schwarz; als Roßmann 16 Jahre alt war, floss dieses Geld in den Kauf einer Eigentumswohnung in Hannover. In diesem Alter erfuhr er auch auf eigene Nachfrage hin von seiner Mutter, dass sein leiblicher Vater der Nachbar Theodor Kayser (1899–1967) ist, der Sohn eines deutschen Fabrikanten aus Warschau und der Patenonkel von Roßmanns älterem Bruder Axel.
Nach dem Hauptschulabschluss absolvierte er eine Berufsausbildung zum Drogisten. Anschließend arbeitete er ab 1962 zunächst in der elterlichen Drogerie, während sein zwei Jahre älterer Bruder später studierte.
Am 1. April 1965 wurde er mit 18 Jahren zur Bundeswehr eingezogen, obwohl er gegen den Einberufungsbescheid geklagt hatte und noch bevor ein Urteil gesprochen werden konnte. Roßmann forderte die gesetzlich mögliche Freistellung wegen der Unterstützung Hilfsbedürftiger: „Mein Vater war tot, meine Mutter krank, mein Bruder studierte, und ich musste alleine die Familie und die Großeltern ernähren.“ Weil er den Wehrdienst an sich für „völlig in Ordnung“ hält, wollte er auch nicht den Wehrdienst verweigern. Als einzigen Ausweg sah er daher die Befehlsverweigerung in der Kaserne. Er wurde vorübergehend für vier Wochen in die Nervenklinik Langenhagen eingewiesen und erreichte schließlich trotz Ausgangssperre und Disziplinararrest seine Entlassung am 7. September 1965. „Diese Sturheit und sein unbedingter Wille zum Erfolg haben Roßmann nicht nur aus der Bundeswehr geholfen, sondern ihn auch zu einem der 200 reichsten Deutschen gemacht“, so die Schlussfolgerung in der FAZ.
Im Alter von 25 Jahren eröffnete Roßmann, wenige Monate vor der angekündigten Aufhebung der Preisbindung für Drogeriewaren, am 17. März 1972 in Hannover den 200 m² großen Markt für Drogeriewaren. Dieser bestand bis April 2010 in der Jakobistraße, einer Seitenstraße der Lister Meile unmittelbar am Lister Platz. Am Eröffnungstag gab es ein Kunden-Chaos, denn seine Idee eines Discountmarktes für Drogerieartikel stieß auf starkes Interesse bei den Kunden. Nach Ladenschluss hatte das Geschäft statt erhoffter 2.000 bis 3.000 DM rund 20.000 DM in der Kasse. Zehn Jahre nach der Geschäftsgründung besaß Roßmann bereits 100 Drogeriemärkte in Norddeutschland.
Über die Rossmann Beteiligungs GmbH hält Dirk Roßmann knapp 20 Prozent Anteile am Fußballverein Hannover 96 bzw. an dessen Sanierungsgesellschaft Hannover 96 Sales & Service GmbH & Co. KG, nachdem ihn 2012 der Präsident des Sportvereins Hannover 96 und Unternehmer Martin Kind um eine Beteiligung gebeten hatte. Bis Oktober 2016 war Roßmann auch Mitglied im Aufsichtsrat der Betreibergesellschaft, der Hannover 96 GmbH und Co. KGaA.
Im Januar 2013 klagte er beim Bayerischen Verfassungsgerichtshof gegen die Zustimmung des Bayerischen Landtags zum Rundfunkbeitragsstaatsvertrag und im Besonderen gegen die neue Rundfunkabgabe für die GEZ. Rossmann und der Autovermieter Sixt führten u. a. zur Begründung ein Gutachten der Beratungsgesellschaft des Düsseldorfer Instituts für Wettbewerbsökonomie (DICE) an, dass nicht nur 1,1 Milliarden Euro an Mehreinnahmen durch Rundfunkgebühren für die Rundfunkanstalten zu erwarten seien, sondern vielmehr mindestens 3,2 Milliarden Mehreinnahmen. Am 15. Mai 2014 wies das Gericht die Klage ab.
Dirk Roßmann ist seit 1982 in zweiter Ehe mit Alice Schardt-Roßmann verheiratet und Vater von zwei Söhnen aus zwei Ehen, Daniel (* 1976) und Raoul (* 1985). Sie haben beide Betriebswirtschaft studiert und arbeiten gemeinsam mit ihrem Vater in der Unternehmensleitung.
Zum 30. September 2021 gab Dirk Roßmann die Geschäftsführung der Drogeriemarktkette an seinen Sohn Raoul ab, blieb aber weiter im Beirat sowie Geschäftsführer und Sprecher der Rossmann Beteiligungs GmbH, die einen Anteil von 60 Prozent an den Drogeriemärkten hält.[veraltet]

## Vermögen
Das Vermögen von Dirk Roßmann wurde 2016 vom Forbes Magazine auf etwa 2,7 Milliarden US-Dollar geschätzt. 2021 wurde sein Vermögen auf etwa 4 Milliarden US-Dollar geschätzt. Er fordert die Einführung einer Reichensteuer.

## Unternehmen

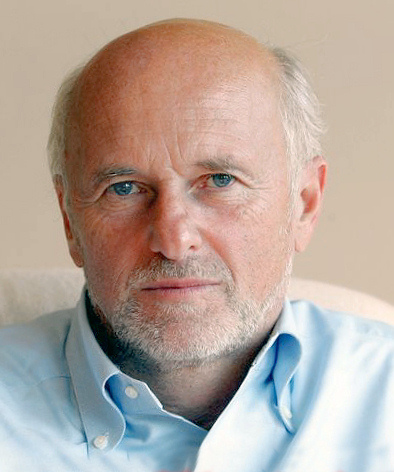
Dirk Roßmann, 2006

In den 1980er Jahren verkaufte Dirk Roßmann 40 Prozent seines Unternehmens an die Hannover Finanz, ihre Beteiligung ging an die Drogeriekette der niederländischen Kruidvat-Gruppe, die wiederum im August 2004 von der A.S. Watson Group des Hongkonger Mischkonzerns Hutchison Whampoa übernommen wurde. 2020 war das Unternehmen Rossmann mit 2.196 Filialen in ganz Deutschland die Nummer 2 auf dem deutschen Markt nach dm. 
Nach dem Fall des „Eisernen Vorhangs“ Anfang der 1990er Jahre expandierte das Unternehmen von Dirk Roßmann auf den osteuropäischen Markt, wo er seit 2009 über 1.000 Filialen betreibt. Deutschlandweit sind es 2.196 Filialen mit etwa 33.400 Beschäftigten (Stand 2020). In Deutschland erwirtschaftete Rossmann einen Umsatz von 7 Milliarden Euro (+ 5,1 Prozent).
Im Januar 2023 zählt die Dirk Rossmann GmbH mit ihren 56.500 Mitarbeitern und 4.361 Filialen zu den größten europäischen Drogeriemarktketten. Im Jahr 2021 erzielte die Rossmann-Gruppe in Deutschland, Polen, Ungarn, Tschechien, Albanien, Kosovo, Spanien und der Türkei einen Umsatz von 11,1 Milliarden Euro.
Am 15. Mai 2012 berichtete die Wirtschafts-Tageszeitung Handelsblatt, dass Rossmann Subunternehmer damit beauftragt, die Regale in den Rossmann-Filialen aufzufüllen, Inventuren zu machen und an der Kasse zu arbeiten. Die gezahlten Stundenlöhne lagen 33 % unter dem verdi-Tarifvertrag. Die Instore Solution Services GmbH (ISS) lässt in jeder zweiten Filiale die Regale der Drogeriekette befüllen, d. h. in über 800 Märkten. An der ISS war die Rossmann Beteiligungs GmbH im Sommer 2011 mit 49 Prozent beteiligt. Die Leiharbeitsfirma Instore Solutions Personell GmbH (ISP) setzt Mitarbeiter an den Kassen der Rossmann-Filialen ein. An der ISP hält die Rossmann Beteiligungs GmbH 22,5 Prozent. Nach Auskunft von Dirk Roßmann zahlt Rossmann seit 2015 den gesetzlichen Mindestlohn von 8,50 € für alle Aushilfen, die lediglich sechs Prozent der Mitarbeiter von allen Beschäftigten ausmachen.
Das Unternehmen ist familiengeführt. Alice Schardt-Roßmann ist zusammen mit ihrem Mann und zwei weiteren Geschäftsführern in der Leitung des Unternehmens tätig. Der ältere Sohn Daniel ist verantwortlich für Fragen der Expansion und leitet die Immobilienabteilung. Der jüngere Sohn Raoul wurde im Oktober 2014 zum Einkaufschef.
In einem Gespräch mit dem BR Fernsehen 2014 wies Roßmann darauf hin, dass es seine Frau Alice gewesen war, die ihn gegen Ende der 1990er-Jahre auf die Idee gebracht hatte, die Rossmann Ideenwelt einzuführen, „in der es [wie bei Tchibo] Produkte zu kaufen gab, was man in einer Drogerie bis dahin nicht erwartet hatte.“ Erst danach habe das Unternehmen größere Gewinne erzielen und sich aus der Abhängigkeit der Banken lösen können. Eine weitere erfolgreiche Geschäftsidee war die Einführung von Eigenmarken in das Warensortiment.
Mit seinen Mitarbeitern pflegt er einen sehr freundlichen Umgang, sein Büro ist „eher schlicht“ ausgestattet und in seinem Unternehmen gibt es keinen Krawattenzwang. Sich selbst charakterisierte er: „als Mensch ganz freundlich, als Mitbewerber unangenehm.“ Roßmann ist in Themenzentrierter Interaktion (TZI) ausgebildet und nutzt zur Entspannung täglich autogenes Training.
Verdiente Mitarbeiter lädt Roßmann unter anderem in das Dessau-Wörlitzer Gartenreich ein – zu Tennis, Wanderungen und Gondelfahrten. Seit den 1980er Jahren werden im Waldhof in der Lüneburger Heide hausinterne Aus- und Weiterbildungskurse für die Mitarbeiter angeboten. Darüber hinaus bietet er individuelle Förderprogramme und Kulturfahrten an, wie etwa eine Schiffsreise nach Oslo, die er gemeinsam mit seinen 20 wichtigsten Führungskräften unternommen hatte.

## Soziales Engagement
- 1991 gründete er gemeinsam mit Erhard Schreiber, einem befreundeten Maschinenbau-Unternehmer aus Hannover, die Deutsche Stiftung Weltbevölkerung (DSW). Die international tätige Entwicklungsorganisation möchte allen Menschen den Zugang zu Aufklärung und Familienplanung ermöglichen und verknüpft dies mit einer wirksamen Armutsbekämpfung. Die Aufklärungs- und Familienplanungsprojekte werden vorrangig in Ostafrika eingesetzt.[36]
- In den Rossmann-Filialen werden jährlich rund 400.000 Euro durch Spendendosen für das Deutsche Kinderhilfswerk (DKHW) gespendet. Anlässlich des 40. Jubiläums des DKHW im Jahr 2012 verdoppelte Roßmann die Spendensumme.[37] Mit der Initiative Mehr Mut zum Ich werden Projekte des DKHW finanziert, die sich der Stärkung des Selbstwertgefühls von Mädchen widmen.[38]
- Roßmann fördert finanziell Mentor – Die Leselernhelfer Hannover e. V. für Kinder mit Migrationshintergrund. Die Initiative wurde 2003 von dem Hannoveraner Buchhändler Otto Stender ins Leben gerufen.[39]
- Seit 2009 unterstützt Roßmann die Initiative Klasse! Wir singen „gegen das Aussterben des Singens in unserer Gesellschaft“[40] und um unter Schülern eine Freude am Singen zu kultivieren. Schüler der Klassen von 1 bis 7 studieren mit ihren Lehrern über einen Zeitraum von sechs Wochen ein ausgesuchtes Liederrepertoire ein, um es dann mit Tausenden Anderen gemeinsam zu singen. Rossmann produziert dazu günstig Liederhefte, CDs und T-Shirts.[41]
- Gemeinsam mit Henkel rief Dirk Roßmann 2013 die Initiative „Naturkinder“ ins Leben. Unterstützt wird das Projekt mit insgesamt 50.000 Euro[42].

## Engagement für den Klimaschutz
Roßmann setzt sich in der Öffentlichkeit intensiv für den Kampf gegen die Klimakrise ein. So sagte er einmal: „Wir haben ein Riesenproblem und das kriegen wir nicht mit Kosmetik hin, sondern nur durch Handeln.“ Nach Lektüre des Buches Wir sind das Klima! von Jonathan Safran Foer beschloss er, sein Engagement zu intensivieren: „Nachdem ich dieses Buch gelesen habe, war mir klar, dass ich etwas tun muss“. Rossmann verschenkte im Herbst 2019 zunächst 2000 Exemplare des Buches an alle Bundestagsabgeordneten und Vorstände aller deutscher DAX-Unternehmen, weiterhin konnten über die Website seines Unternehmens 25.000 Exemplare kostenlos angefordert werden.

## Tätigkeit als Schriftsteller
Roßmann veröffentlichte eine Autobiografie und drei Ökothriller, die zu Bestsellern wurden. Zum Erfolg trug bei, dass die Bücher in den Rossmann-Filialen prominent beworben und zahlreich verkauft wurden, und dies in einer Zeit, als Buchhandlungen aufgrund von Lockdownbestimmungen teilweise nicht geöffnet waren. Die Romane erschienen beim Verlag Bastei Lübbe, dessen drittgrößter Aktionär Roßmann 2021 war. Nach dem russischen Überfall auf die Ukraine 2022 wurde die positive Darstellung des russischen Präsidenten Wladimir Putin im ersten Roman Der neunte Arm des Oktopus (2020) kritisiert. Der ehemalige Bild-Chefredakteur Julian Reichelt bezeichnete das Buch im Magazin Cicero als „übles Propaganda-Werk“, da Putin darin als Bezwinger einer globalen Klimakatastrophe verherrlicht werde und den Friedensnobelpreis erhalte. Altkanzler Gerhard Schröder, der im Roman ebenfalls erwähnt wird, ließ Putin ein Exemplar zukommen. Roßmann, mit dem Schröder ebenfalls befreundet ist, hatte ins Buch die Widmung „Ihr kleiner Rasputin“ geschrieben. Schröder sagte zu Roßmanns 75. Geburtstag, sein Respekt vor Roßmann als Unternehmer sei größer als sein Respekt vor Roßmann als spätem Schriftsteller.

## Auszeichnungen
- 1998: Am 11. Februar wurde Dirk Roßmann das Bundesverdienstkreuz als „Verdienstkreuz am Bande“ verliehen für sein Engagement zugunsten der Deutschen Stiftung Weltbevölkerung.
- 2000: Auszeichnung „Unternehmer des Jahres 1999 in der Region Hannover“. Sie wurde ausgelobt von der „Arbeitsgemeinschaft Selbständiger Unternehmer“ (ASU), dem „Bundesverband Junger Unternehmer“ (BJU) und der Sparkasse Hannover. Auswahlkriterien waren Umsatz, Rentabilität, Marketing-Ideen, Innovationen, zeitgemäße Mitarbeiterführung sowie Unternehmensgrundsätze. Unter acht zur Auswahl stehenden Personen stimmte die Jury einstimmig für Dirk Roßmann. In der Presse war die Rede von der Ehrung seines Lebenswerkes. Die Auszeichnung habe nicht nur seinem unternehmerischen Erfolg, sondern auch seinem sozialen und gesellschaftlichen Engagement gegolten.[50]
- 2006: Wahl zum beliebtesten Niedersachsen von den Lesern der Hannoverschen Allgemeinen [51]
- 2008: Anti-Mobbing-Award anlässlich des 5. Anti-Mobbing-Tages in Bremen am 2. Dezember 2008 [52]
- 2009: Goldener Zuckerhut der gleichnamigen Stiftung, einer Initiative aus Handel, Industrie und der deutschen Lebensmittel Zeitung [53]
- 2009: Goldene Erbse vom Verein Märchenland e. V. Deutsches Zentrum für Märchenkultur im Rahmen der Berliner Märchentage [54]
- 2010: Entrepreneur des Jahres von der Unternehmensberatungsfima Ernst & Young [55]
- 2013: Deutschlands Wachstumsmeister von der Tageszeitung Die Welt [56] und der Unternehmensberatungsfima Accenture [57]
- 2014: Deutscher CSR-Preis [58]
- 2014: Ehrenpreis des Wirtschafts- und Innovationspreises Querdenker-Award in der Kategorie Lebenswerk „für seine authentische Art, sein Familienunternehmen zu führen, seine Fähigkeit, aus Fehlern zu lernen und daraus nachhaltige Erfolge zu erzielen, ohne dabei die Wünsche seiner Kunden aus den Augen zu verlieren“.[59]
- 2017: Der „Steiger Award“ in der Kategorie Charity für sein Engagement als Stifter der Deutsche Stiftung Weltbevölkerung[60]
- 2018: Niedersächsische Landesmedaille[61]
- 2021: Karmarsch-Denkmünze[62]

## Bücher

### Autobiografie
- mit Peter Käfferlein, Olaf Köhne: „… dann bin ich auf den Baum geklettert!“: Von Aufstieg, Mut und Wandel. Ariston, München 2018, ISBN 978-3-424-20192-5.

### Romane
- Der neunte Arm des Oktopus. 2. Auflage. Lübbe, Köln 2020, ISBN 978-3-7857-2741-6.[63]
- mit Ralf Hoppe: Der Zorn des Oktopus. Lübbe, Köln 2021, ISBN 978-3-7857-2801-7.
- mit Ralf Hoppe: Das dritte Herz des Oktopus. Lübbe, Köln 2023, ISBN 978-3-7577-0007-2.

### Kinderbücher
- Tintoretto und seine Freunde. Carlsen Verlag, Hamburg 2022, ISBN 978-3-551-52216-0.

## Filme
- alpha-Forum: Dirk Roßmann. Unternehmer. Gespräch, Deutschland, 2014, 44:16 Min., Moderation: Hans-Jürgen Mende, Produktion: ARD-alpha, Reihe: alpha-Forum, Erstsendung: 15. Januar 2015 bei BR-alpha, Inhaltsangabe mit Gesprächstext von ARD-alpha, online-Video von ARD.
- Die Schlecker-Story – Karriere, Kosmetik und Konkurs. Dokumentarfilm, Deutschland, 2014, 29:57 Min., Buch und Regie: Gesine Müller und Ron Boese, Produktion: Spiegel TV, ZDF, Reihe: ZDFzoom. Erstsendung: 13. Oktober 2014 im ZDF, Inhaltsangabe von ARD, online-Video. U.a. mit Roßmann als Zeitzeuge und Freund der Familie Schlecker.
- Die Story im Ersten: Ganz oben. Die diskrete Welt der Milliardäre. Dokumentarfilm, Deutschland, 2019, 43:50 Min., Redaktion: Florian Opitz, Produktion: rbb/ARTE für Das Erste, Reihe: Die Story im Ersten, Erstsendung: 12. Februar 2019 im Ersten, Inhaltsangabe (Memento vom 5. April 2019 im Internet Archive) von ARD, online-Video. U.a. mit Roßmann als Milliardär im Gespräch über Geld, Gerechtigkeit und die Herkunft seines Reichtums.